# Мишин, Виктор Прохорович
Виктор Прохорович Мишин — советский хозяйственный и политический деятель.

## Биография
Родился в 1933 году в Ворошиловске. Член КПСС.
Окончил Ворошиловградский горный техникум, Донецкий индустриальный институт.
В 1956—1961 гг. — помощник начальника участка, начальник участка на шахте имени Дзержинского треста «Фрунзеуголь».
В 1961—1964 гг. — директор шахты «Луганская-Комсомольская».
В 1964—1983 гг. — первый секретарь Ровеньковского горкома КП Украины.
В 1983—1986 гг. — первый секретарь Антрацитовского горкома КП Украины.
В 1986—1989 гг. — председатель партийной комиссии при Ворошиловградском обкоме КП Украины.
Делегат XXVI и XXVII съездов КПСС.
Умер в 1989 году в Ворошиловграде.
Почетный гражданин города Ровеньки (посмертно, 2008).

## Награды
- Орден Трудового Красного Знамени
- Орден Дружбы народов
- Орден Знак Почёта